# ليندا لافين
ليندا لافين (بالإنجليزية: Linda Lavin)‏ (15 أكتوبر 1937 - 29 ديسمبر 2024)، هي منتجة أفلام، ومغنية، وممثلة مسرحية، وممثلة أفلام، وممثلة تلفزيونية أمريكية، ولدت في بورتلاند، مين، بدأت مشوارها المهني سنة 1962.

## التعليم
تعلمت في كلية وليام وماري.

## جوائز وترشيحات
حصلت على جوائز منها:
- جائزة توني لأفضل ممثلة مسرحية  [لغات أخرى]‏ (1987)
- جائزة المسرح العالمي (1965).[3]

ترشحت لـ:
- جائزة توني لأفضل ممثلة مسرحية  [لغات أخرى]‏ (2012)
- جائزة توني لأفضل ممثلة مسرحية  [لغات أخرى]‏ (2010)
- جائزة توني لأفضل ممثلة مسرحية  [لغات أخرى]‏ (2001)
- جائزة توني لأفضل ممثلة بارزة في مسرحية  [لغات أخرى]‏ (1998)
- جائزة توني لأفضل ممثلة بارزة في مسرحية  [لغات أخرى]‏ (1970).

## وصلات خارجية
- ليندا لافين على موقع IMDb (الإنجليزية)
- ليندا لافين على موقع ألو سيني (الفرنسية)
- ليندا لافين على موقع ميوزك برينز (الإنجليزية)
- ليندا لافين على موقع أول موفي (الإنجليزية)
- ليندا لافين على موقع قاعدة بيانات برودواي على الإنترنت (الإنجليزية)
- ليندا لافين على موقع قاعدة بيانات الأفلام السويدية (السويدية)
- ليندا لافين على موقع إن إن دي بي (الإنجليزية)
- ليندا لافين على موقع ديسكوغز (الإنجليزية)
- ليندا لافين على موقع قاعدة بيانات الفيلم (الإنجليزية)
- ليندا لافين على موقع كينوبويسك (الروسية)